# 台东黄菀
台东黄菀（学名：Senecio taitungensis）为菊科黄菀属下的一个种。

## 扩展阅读
- 維基物種上的相關：台东黄菀